# Thomas Cook

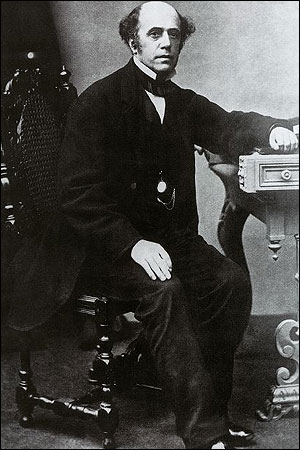
Thomas Cook

Thomas Cook (Melbourne, 22 november 1808 – Leicester, 18 juli 1892) was een Brits ondernemer en de stichter van een reisorganisatie die uiteindelijk de Thomas Cook Group werd.

## Biografie

### De vroege jaren
Cook was aanvankelijk een bescheiden dorpstimmerman, die volgens de normen van zijn tijd heel wat (weliswaar te voet) reisde door het graafschap. Later oefende hij ook het beroep uit van zendeling (namens de baptisten), evangelist, drukker en boekhandelaar. Hij was ijverig propagandist voor soberheid inzake alcoholverbruik en verspreidde in dat verband brochures.
Op 5 juli 1841 reisde Thomas Cook voor het eerst in zijn leven per trein. Deze treinreis organiseerde en begeleidde hij zelf in samenwerking met de Midland Counties Railway CY. Het gezelschap van ongeveer 570 personen was op weg naar een grote anti-alcoholmeeting van Leicester naar Loughborough. Het was een dagreis, het treintraject was 20 km lang. Men betaalde hiervoor 1 shilling.
De reis was een succes en drie jaar later sloot Cook een vast contract met deze spoorwegmaatschappij. Voor een aantrekkelijke prijs werden weekends aan zee georganiseerd met gecharterde treinen.
Thomas Cooks bedrijf is onlosmakelijk verbonden met de ontwikkeling van het spoor: overal waar nieuwe spoorlijnen worden aangelegd, dook ook Thomas Cook op met de eerste toeristen.
In 1845 opende Cook het eerste commerciële agentschap te Leicester voor de verkoop van transportbiljetten. Na een bankroet in 1846 slaagde hij er in het bedrijf weer op te bouwen en in 1851 opende het eerste voor het publiek toegankelijk reiskantoor met gekwalificeerd vast personeel. Ook in 1851 verzorgde Thomas Cook voor 165.000 mensen uit de Midlands een bezoek aan de Great Exhibition in Crystal Palace, Londen, met overnachting inbegrepen.

### De uitbreiding
Engeland werd hem al vlug te klein en in 1855 organiseerde hij de eerste reis naar het continent (combinatie van stoomboot en stoomtrein). Deze eerste reis ging naar de wereldtentoonstelling van Parijs, gevolgd door een rondreis in Europa.
In 1869 startte de eerste georganiseerde reis naar Egypte. De ondertussen bekend geworden organisatie 'Thomas Cook and Son' zorgde niet alleen voor de verzorging van het reizigersverkeer op de Nijl maar ook voor militaire transporten en postbezorging in dat gebied.
Ook werden er door de organisatie pelgrimstochten naar Mekka en Medina verzorgd.
In 1872 leidde Thomas Cook, samen met zijn zoon, persoonlijk de eerste wereldreis van een groep Engelse toeristen. De reis omvatte een reis met stoomschip over de Atlantische Oceaan, een reis met postkoets door Amerika, een boottocht naar Japan, en een reis over land door onder andere China en Indië.
In 1873 werd de 'Thomas Cook European Timetable', een internationaal spoorboek, voor het eerst gepubliceerd. Sindsdien is deze zonder onderbreking, behalve tijdens de Tweede Wereldoorlog, door de organisatie uitgegeven, todat deze in 2013 werd overgedragen aan een andere uitgever en staat deze nu bekend als de 'European Rail Timetable'.

### Na zijn dood
Zijn zoon John Mason Cook zette het werk van zijn vader voort. Op veel plaatsen verschenen 'Thomas Cook and Son' reisbureaus.
In 1928 verkochten de kleinzonen het bedrijf 'Thomas Cook and Son' aan de maatschappij Compagnie Internationale des Wagons-Lits. 
Uiteindelijk ontstond hieruit de Thomas Cook Group. Deze reisorganisatie ging op 23 september 2019 failliet.

## Varia
- Op een gedenkplaat op het geboortehuis van Cook in Melbourne, Derbyshire (Midden Engeland) staat de tekst Met hem werd reizen gemakkelijker.